# Cmentarz Żołnierzy Radzieckich w Kazimierzu Dolnym
Cmentarz Żołnierzy Armii Radzieckiej w Kazimierzu Dolnym – cmentarz założony w latach 1950–1953 na granicy miasta Kazimierz Dolny i sołectwa Cholewianka (wyjazd na Opole Lubelskie).
Nekropolia powstała według projektu Iwony Dworakowskiej i Kazimierza Kotowskiego z Centralnego Biura Studiów i Projektów Budownictwa Komunalnego w Warszawie, prace związane z budową zakończyły się 24 listopada 1951. Cmentarz znajduje się na wzniesieniu, posiada charakter parku-mauzoleum. Kompozycję nasadzeń zaprojektował Wiesław Chojnacki, część grzebalna posiada kształt wydłużonej podkowy otacza głaz-monument, zajmuje ok. 0,7 ha. Spoczywa tam 8537 (według tablicy przy wejściu jest to 8676) żołnierzy Armii Radzieckiej, których ciała ekshumowano z tymczasowych nekropolii zlokalizowanych w okolicy Kozienic, Puław, Bochotnicy, Łukowa, Lubartowa, Lublina, Kraśnika i Poniatowej. Zostali oni pochowani w pięćdziesięciu sześciu grobach indywidualnych i stu sześćdziesięciu czterech mogiłach zbiorowych.

## Galeria

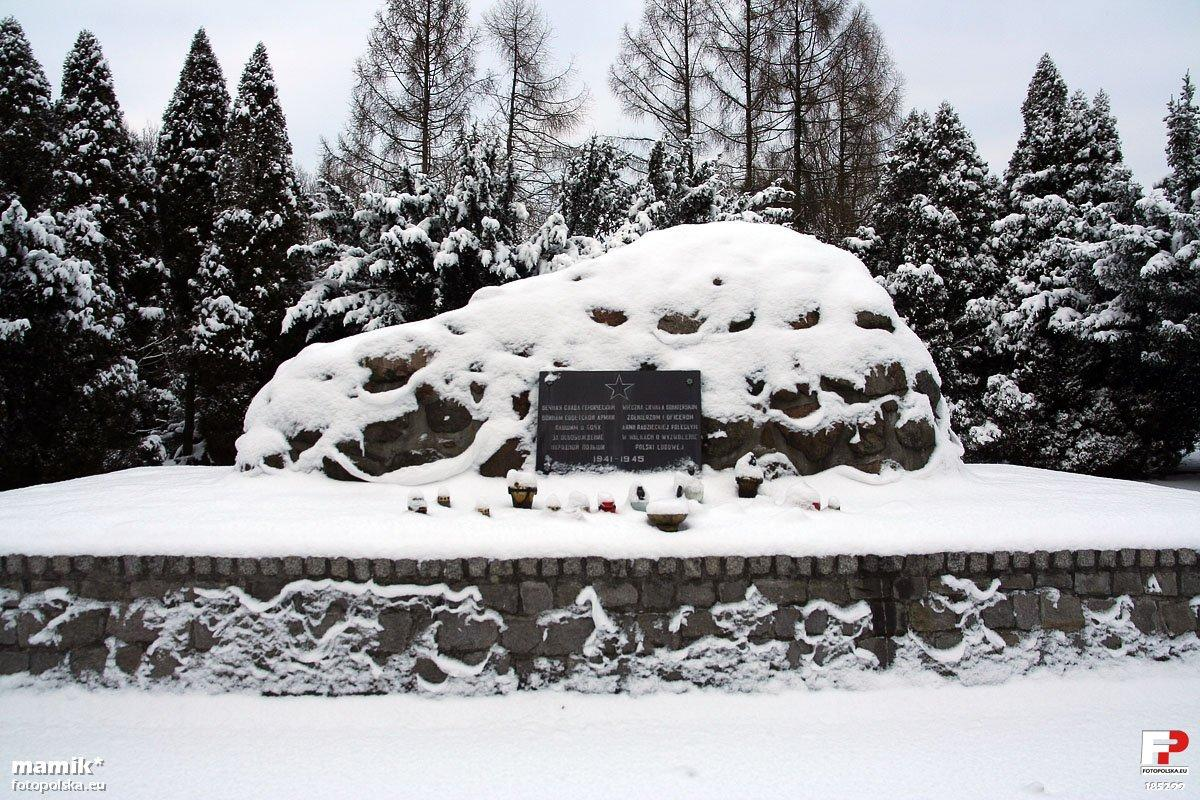
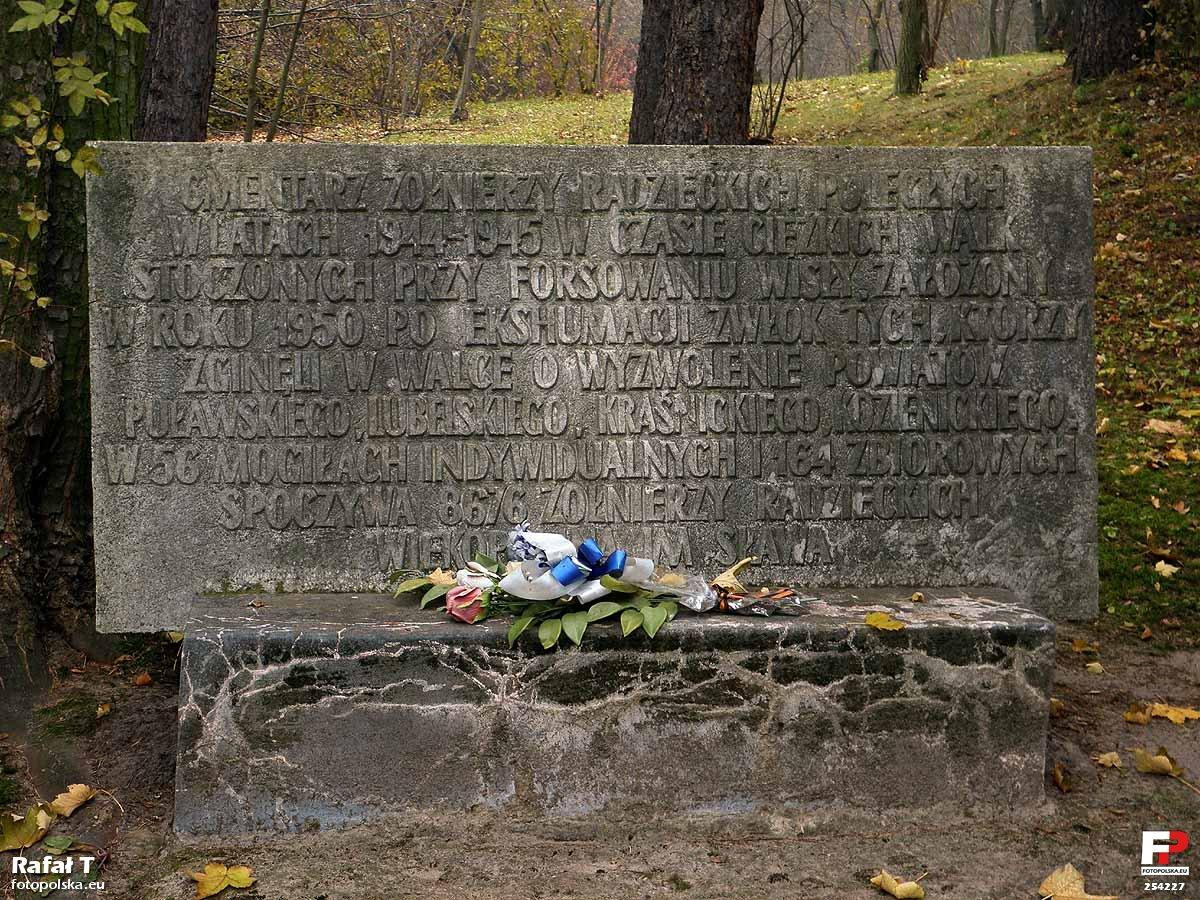
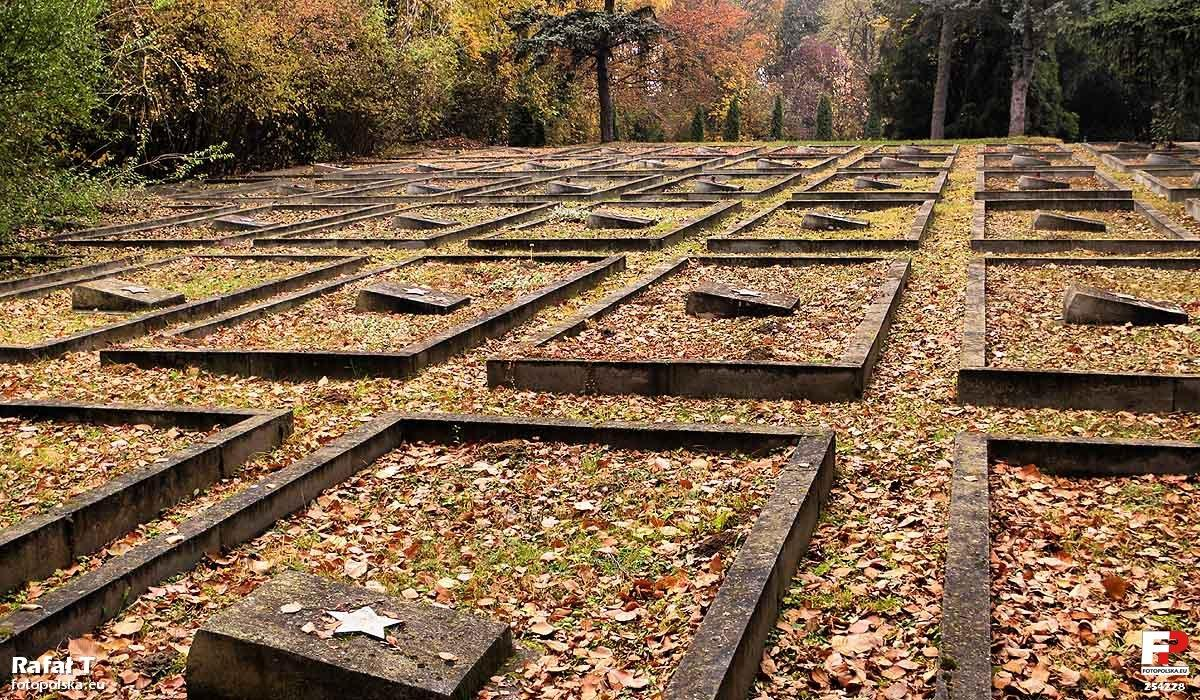
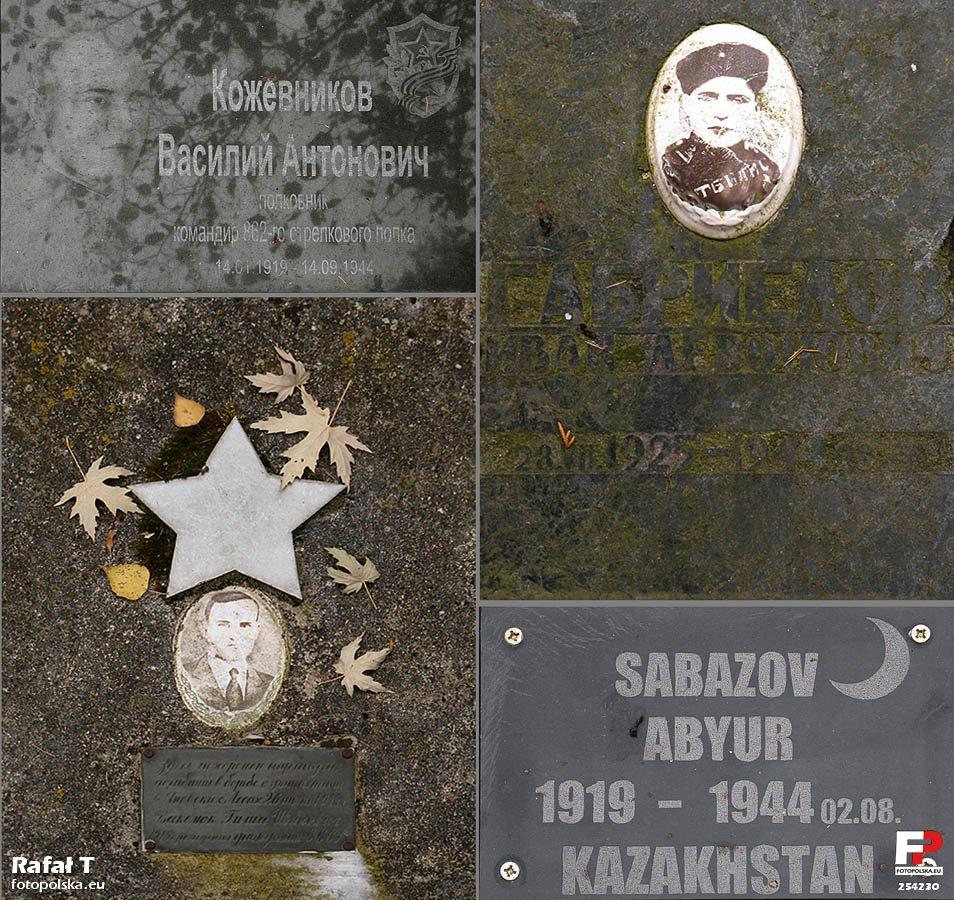